# Auroue
Die Auroue (im Oberlauf auch: Grande Auroue) ist ein Fluss in Frankreich, der in den Regionen Okzitanien und Nouvelle-Aquitaine verläuft. Sie entspringt im Gemeindegebiet von Crastes, entwässert generell in nördlicher Richtung und mündet nach rund 62 Kilometern bei Saint-Nicolas-de-la-Balerme als linker Nebenfluss in die Garonne.
Auf ihrem Weg berührt die Auroue die Départements Gers, Tarn-et-Garonne und Lot-et-Garonne.

## Orte am Fluss
- Puycasquier
- Brugnens
- Saint-Clar
- L’Isle-Bouzon
- Dunes
- Saint-Sixte
- Saint-Nicolas-de-la-Balerme
- Plieux